# Подколзин, Олег Анатольевич
Олег Анатольевич Подколзин (род. 31 июля 1976 года) — российский учёный-почвовед, член-корреспондент РАН (2022).

## Биография
Родился 31 июля 1976 года.
В 1998 году — окончил Ставропольскую государственную сельскохозяйственную академию.
С 1998 по 2001 годы — аспирантура Ставропольского научно-исследовательского института сельского хозяйства.
В 2001 году — защитил кандидатскую диссертацию, тема: «Агроэкологическая оценка применения удобрений, содержания и трансформации тяжелых металлов в почве и растениях различных таксонов агроландшафта Ставропольской возвышенности».
С 2001 по 2002 годы — младший научный сотрудник Ставропольского научно-исследовательского института сельского хозяйства.
С 2002 по 2006 годы — работал в коммерческих организациях по совместительству с 2004 года — старший преподаватель кафедры землеустройства и кадастра. С 2006 года — начальник отдела мониторинга земель ФГУ ГЦАС «Ставропольский», по совместительству доцент кафедры землеустройства и кадастра.
В 2009 году — защитил докторскую диссертацию, тема: «Эколого-агрохимический мониторинг состояния и научные основы охраны агроэкосистем от химического загрязнения в Центральном Предкавказье».
С 2010 года по настоящее время — заведующий кафедрой землеустройства и кадастра Ставропольского государственного аграрного университета.
В 2022 году — избран членом-корреспондентом РАН от Отделения сельскохозяйственных наук.

## Научная деятельность
Специалист в области агрохимии, земледелия, почвоведения.
Сфера научной деятельности: исследование и решение проблем государственного управления состоянием и использованием земельных ресурсов в агропромышленном комплексе; развитие инновационных методов мониторинга земель посредством использования дистанционных технологий. Опубликовано 92 научно-практические работы. Обладает 3 авторскими патентами.